# طعم ملت را با پادما لاکشمی بچشید!
مزه ملت با پادما لاکشمی (به انگلیسی: Taste the Nation with Padma Lakshmi) یک مجموعه مستند تلویزیونی، محصول آمریکا در زمینه سفر و غذا است. در این مستند پادما لاکشمی بازی می‌کند. این ماتند لاکشمی را در سفرهایش در سراسر ایالات متحده دنبال می‌کند تا در مورد غذا و فرهنگ خاصی در هر شهر اطلاعات خاصی به مخاطب ارائه دهد. این سریال در ۱۹ ژوئن ۲۰۲۰ در Hulu پخش شد. همچنین این مستند در آگوست ۲۰۲۰، برای فصل دوم تمدید شد. این مستند سریالی عموماً نقدهای مثبتی از سوی منتقدان دریافت کرد.

## جزئیات
Taste the Nation with Padma Lakshmi برای اولین بار در ۱۹ ژوئن ۲۰۲۰ در Hulu پخش شد. در آگوست ۲۰۲۰، Hulu سریال را برای فصل دوم متشکل از ۱۰ قسمت تمدید کرد که بعداً به دلیل همه‌گیری COVID-19 به ۴ قسمت کاهش یافت و به عنوان نسخه محدود منتشر شد. در مارس ۲۰۲۳، گزارش شد که Taste the Nation با پادما لاکشمی در ۵ می ۲۰۲۳ در Hulu با فصل دوم ۱۰ قسمتی بازخواهد گشت.

## نظر منتقدان
وب‌سایت نقد و بررسی Rotten Tomatoes، بر اساس ۱۹ بررسی و نتقد منتشر شده، امتیاز ۱۰۰٪ با میانگین رتبه ۸٫۴۰/۱۰  را گزارش کرده است. در یک اجماع کلی منتقدان این وب‌سایت می‌گوید: «یک برنامه خوشمزه و جذاب که از روش‌های مختلف طعم‌های جذابی خلق می‌کند. Taste the Nation تأثیر غذاهای بومی که در واقع مهاجران آمریکایی آن‌ها را خلق کرده‌اند، به تصویر می‌کشد.» Metacritic، بر اساس ۶ نقد، امتیاز ۷۹ از ۱۰۰ را به خود اختصاص داد که نشان دهنده کیفیت خوب این برنامه است.